# Nitecznikowate
Nitecznikowate (Nemipteridae) – rodzina morskich ryb okoniokształtnych. Rzadko hodowane w akwariach.
Występowanie : Ocean Indyjski i zachodnie rejony Oceanu Spokojnego

## Klasyfikacja
Rodzaje zaliczane do tej rodziny:
Nemipterus — Parascolopsis — Pentapodus — Scaevius — Scolopsis